# Халкабад (Сурхандарьинская область)
Халкабад (узб. Xalqobod / Халқобод) (до 1993 года — Комсомолабад) — городской посёлок, административный центр Музрабадского района Сурхандарьинской области Узбекистана.

## География
Расположен на высоте 320 м над уровнем моря в восточной части Музрабадского района. Ближайшая станция — Шерабад (20 км).

## Население
| 1989 |
| ---- |
| 7515 |
| 2005 |
| 7500 |